# Хъбард (град, Орегон)
Хъбард (на английски: Hubbard) е град в окръг Мариън, щата Орегон, САЩ. Хъбард е с население от 2483 жители (2000) и обща площ от 1,6 km². Намира се на 55,2 m надморска височина. ЗИП кодът му е 97032, а телефонният му код е 503.